# Torneo Conde de Godó 2013
El Barcelona Open Banco Sabadell de 2013 (también conocido como el Torneo Godó) es un torneo de tenis masculino jugado en tierra batida al aire libre. Es la edición 61.ª del evento y es parte de la serie ATP World Tour 500 del 2013 ATP World Tour. Tendrá lugar en el Real Club de Tenis Barcelona en Barcelona, Cataluña, España, del 20 de abril hasta 28 de abril de 2013.

## Cabezas de serie

### Individuales
| Tenista               | Ranking | Preclasificado |
| David Ferrer          | 4       | 1              |
| Rafael Nadal          | 5       | 2              |
| Tomáš Berdych         | 6       | 3              |
| Nicolás Almagro       | 12      | 4              |
| Milos Raonic          | 15      | 5              |
| Kei Nishikori         | 16      | 6              |
| Juan Mónaco           | 20      | 7              |
| Philipp Kohlschreiber | 21      | 8              |
| Jerzy Janowicz        | 24      | 9              |
| Jérémy Chardy         | 25      | 10             |
| Martin Kližan         | 28      | 11             |
| Fernando Verdasco     | 31      | 12             |
| Benoît Paire          | 33      | 13             |
| Grigor Dimitrov       | 34      | 14             |
| Marcel Granollers     | 35      | 15             |
| Thomaz Bellucci       | 44      | 16             |

### Dobles
| Tenista                                | Ranking | Preclasificado |
| Bob Bryan Mike Bryan                   | 2       | 1              |
| Marcel Granollers Marc López           | 7       | 2              |
| Robert Lindstedt Daniel Nestor         | 11      | 3              |
| Aisam-ul-Haq Qureshi Jean-Julien Rojer | 17      | 4              |

## Campeones

### Individuales
Rafael Nadal venció a  Nicolás Almagro por 6-4, 6-3.

### Dobles
Alexander Peya y  Bruno Soares vencieron a  Robert Lindstedt y  Daniel Nestor por 5-7, 7-6, 10-4.